# Lagon bleu (Malte)
Pour les articles homonymes, voir Lagon bleu et Blue Lagoon.

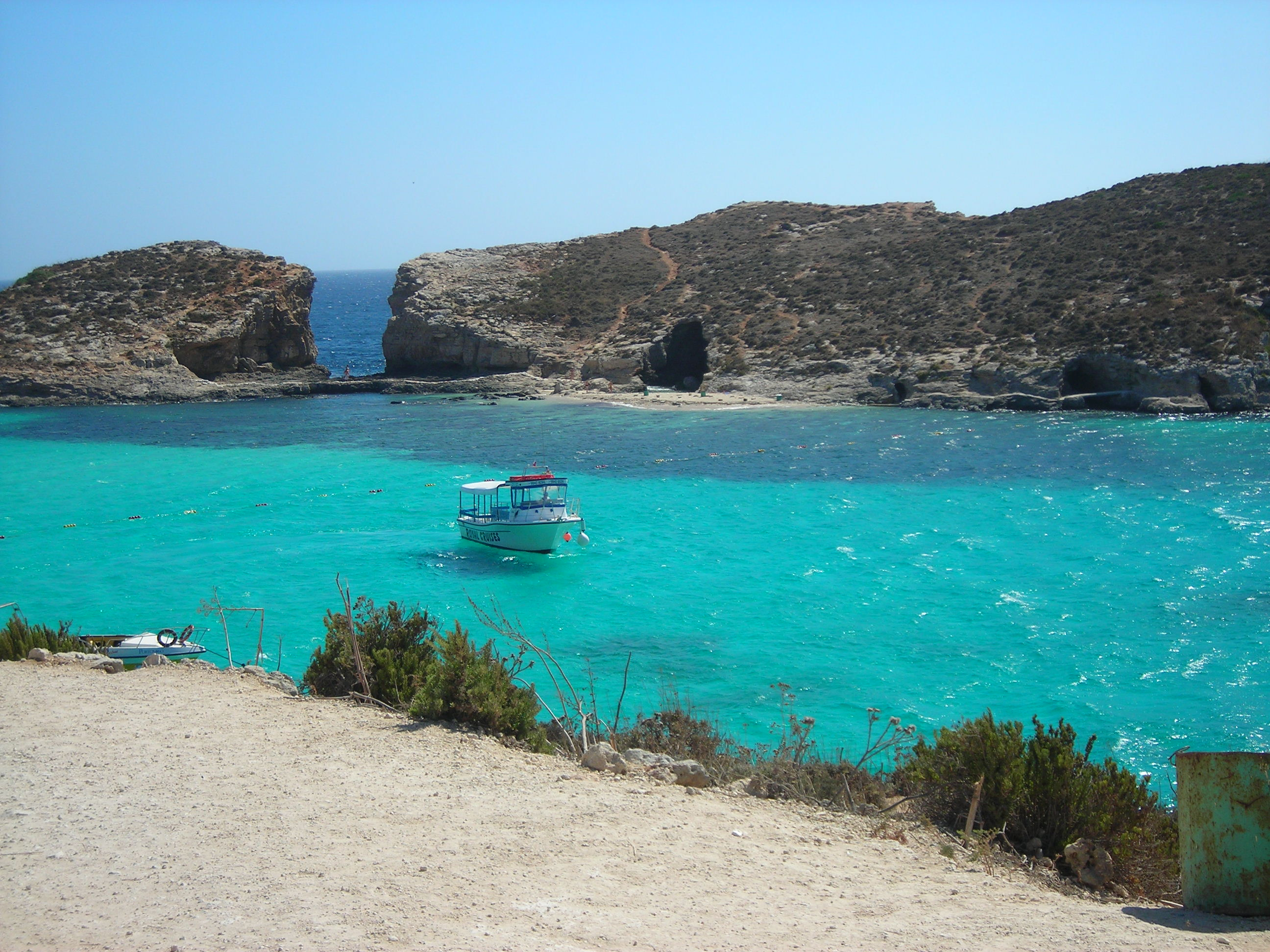
Le lagon bleu et l'île de Cominotto.

Le lagon bleu (en maltais Bejn il-Kmiemen - littéralement « entre les Comino » - et Blue Lagoon en anglais) se trouve entre les îles de Comino et de Cominotto dans l'archipel maltais. Les fonds sableux peu profonds et la pureté de l'eau due aux courants marins colorent la crique d'une couleur variant du bleu cyan au vert émeraude, qui attire les touristes, les plongeurs et les yachtmen.
Le nom géographique du lagon bleu est détroit de Fliegu.